# Boran Kuzum
Boran Kuzum (* 1. Oktober 1992 in Ankara) ist ein türkischer Schauspieler.

## Leben und Karriere
Kuzum wurde am 1. Oktober 1992 in Ankara geboren. Er studierte an der İstanbul Üniversitesi Devlet Konservatuvarı. Danach setzte er sein Studium an der Gazi Üniversitesi fort. Sein Debüt gab er 2015 in der Fernsehserie Analar ve Anneler. Danach trat er 2016 in der Serie Muhteşem Yüzyıl: Kösem auf. 
Anschließend wurde er für die Serie Vatanım Sensin gecastet und gewann die Auszeichnung Altın Kelebek Award als Beste Serie. Außerdem ist er seit 2020 in "Saygı" zu sehen. Unter anderem bekam er 2022 die Hauptrolle in der Serie Yılbaşı Gecesi.

## Filmografie
Filme
- 2017: Cingöz Recai: Bir Efsanenin Dönüşü
- 2020: Biz Böyleyiz
- 2022: Aşkın Kıyameti
- 2022: Hazine
- 2023: Bihter

Serien
- 2015: Analar ve Anneler
- 2016: Muhteşem Yüzyıl: Kösem
- 2016–2018: Vatanım Sensin
- 2018: Şahin Tepesi
- 2019–2020: The Protector
- 2020: Menajerimi Ara
- seit 2020: Saygı
- 2022: Aşkın Kıyameti
- 2022: Yılbaşı Gecesi

## Theater
- 2015: Oyunun Oyunu
- 2017–2018: Martı